# Stanisław Streich
Pour les articles homonymes, voir Streich.
Stanisław Streich, né le 27 août 1902 à Bromberg et mort assassiné le 27 février 1938 à Luboń, est un prêtre catholique polonais et martyr. Il est tué par un assassin communiste alors qu'il célébrait la messe avec la participation d'enfants dans l'église Saint-Jean-Bosco, à Luboń. 

## Biographie
Stanisław Streich nait en 1902 à Bromberg. Il entre au séminaire de Poznań en 1920 et est ordonné prêtre le 6 juin 1925 pour l'archidiocèse de Poznań. Il étudie ensuite la philosophie à l'université de Poznań, tout en étant parallèlement aumônier des Ursulines et en enseignant la religion à l'école de commerce de Poznań. Il exerce ensuite comme vicaire dans plusieurs paroisses de Poznań puis est nommé curé de Żabikowo en 1932. 
En 1935, il est à l'origine de la création de la nouvelle paroisse Saint-Jean-Bosco à Luboń dont il devient le premier curé et où où il fit construire une nouvelle église. Dans cette nouvelle charge, il crée des groupes de catéchisme de prière pour les enfants, les jeunes et les adultes. Il fait aussi beaucoup pour aider les travailleurs, les chômeurs et les familles dans le besoin. Ses activités étaient mal vues par les partisans communistes de Luboń qui tentent alors de limiter son influence. Il reçoit plusieurs lettres anonymes de menaces, l'église a été profanée mais cela ne découragea pas le prêtre, qui avait conscience du danger et avait rédigé son testament.
Le dimanche 27 février 1938, lors d'une messe matinale avec des enfants, alors qu'il s'approchait de la chaire pour lire l'Évangile et faire son homélie, un homme de 47 ans tire deux balles dans sa direction. L'une des deux se loge dans l'évangéliaire, l'autre dans la tête du prêtre, achevé de deux balles dans le dos. L'assassin est alors monté dans la chaire en criant « Vive le communisme ! » selon des témoins. Un autre prêtre présent dans la sacristie arrive pour maîtriser l'homme. Il est blessé, tout comme deux autres personnes de l'assistance. Maîtrisé par trois hommes, il est arrêté et conduit à Poznań. Il est ensuite condamné à la peine de mort, sans que l'on sache si cette peine a été appliquée.

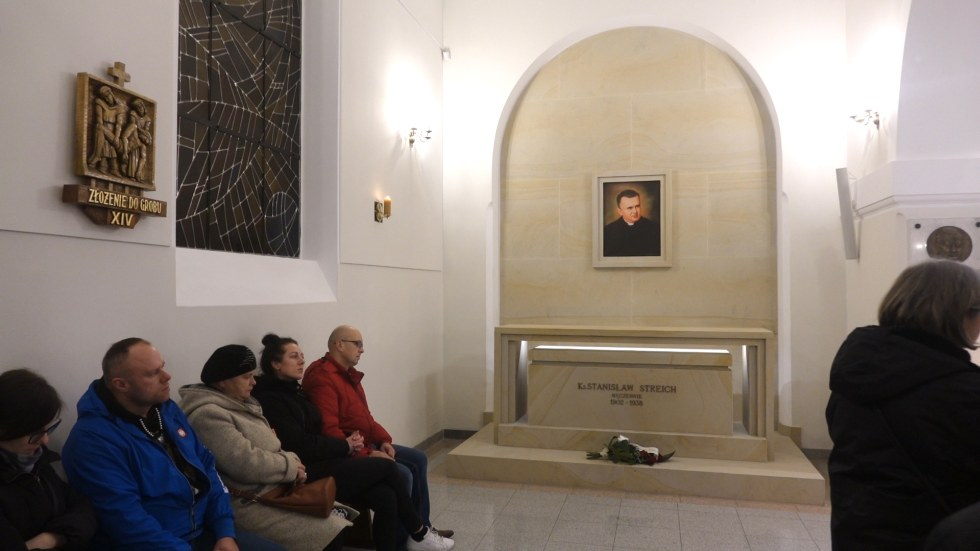
Tombe de Stanisław Streich dans l'église de Luboń.

Ses funérailles réunissent plus de 20 000 personnes, témoignant de son influence dans la communauté locale. Il est inhumé au sein de l'église dont il était le curé.

## Reconnaissance du martyre et béatification
Sous le régime communiste, les célébrations et les hommes au père Streich étaient interdits par les autorités. Le récit de sa mort se transmet alors de manière orale dans la région de Luboń. En 1988, des célébrations parviennent à être organisées pour le soixantième anniversaire de son assassinat et la télévision diffuse même un reportage sur sa mort. Depuis, un hommage lui est rendu chaque année, la communauté priant pour la béatification du prêtre.
Le procès en béatification commence en 2017 et se conclut en 2019. En 2024, le pape François reconnaît son martyre et ouvre la voie à sa béatification en lui attribuant le titre de vénérable.
Le 24 mai 2025, il est officiellement proclamé bienheureux par le cardinal Marcello Semeraro, préfet du dicastère pour les causes des Saints au nom du pape Léon XIV, au cours d'une cérémonie sur le parvis de la cathédrale de Poznań. La mémoire liturgique du bienheureux Stanisław Streich est célébrée le 27 février.